# Yankee-kun to Megane-chan
Yankee-kun to Megane-chan (ヤンキー君とメガネちゃん, Yankii-kun to Megane-chan, em port. O Garoto Delinquente e a Garota de Óculos) é uma série de mangá escrita e ilustrada por Miki Yoshikawa que começou como uma publicação curta de três capítulos, depois sendo estendida para uma série semanal convencional na revista Weekly Shōnen Magazine, sendo publicada de outubro de 2006 até maio de 2011. A série tem 211 capítulos e 23 volumes publicados no Japão pela editora Kodansha.

## História
O manga conta a historia de Daichi Shinagawa, um delinquente juvenil que não gosta de estudar e frequentemente se tranca no banheiro da escola, até que ele é abordado por Hana Adachi, a presidente de turma. O objetivo de Hana é integrar Shinagawa na turma, ao mesmo tempo que o usa para enturmar-se, deixando assim seu passado de delinquente para trás.

## Fairy Megane
Fairy Megane é um one shot (mangá de um único capitulo) publicado na Weekly Shōnen Magazine por Miki Yoshikawa, autora de Yankee-kun to Megane-chan, e Hiro Mashima, autor de Fairy Tail. Como é bastante notado, a arte dos dois é parecida, e isso é causado porque a autoria de YanMega (o "apelido" da série no Japão) foi assistente de Hiro Mashima antes de publicar sua própria série.